# Лангхорн (Пенсилванија)
Лангхорн (енгл. Langhorne) град је у америчкој савезној држави Пенсилванија.

## Демографија
По попису из 2010. године број становника је 1.622, што је 359 (-18,1%) становника мање него 2000. године.
| Група             | 2000.         | 2010.         |
| Белци             | 1.587 (80,1%) | 1.402 (86,4%) |
| Афроамериканци    | 301 (15,2%)   | 130 (8,0%)    |
| Азијати           | 29 (1,5%)     | 25 (1,5%)     |
| Хиспаноамериканци | 52 (2,6%)     | 37 (2,3%)     |
| Укупно            | 1.981         | 1.622         |